# Under the Dome
Under the Dome è una serie televisiva statunitense di genere fantascientifico creata da Brian Vaughan, trasmessa dal 24 giugno 2013 al 10 settembre 2015 sulla rete televisiva CBS.
La serie è basata sul romanzo The Dome (Under the Dome) scritto da Stephen King e racconta le avventure dei cittadini di Chester's Mill rimasti intrappolati sotto un'enorme cupola.

## Trama
La serie segue le vicende degli abitanti di Chester's Mill, una piccola cittadina del Maine, che si ritrovano tagliati fuori dal resto del mondo a causa di un impenetrabile, misterioso e invisibile campo di forza che circonda tutta la città, comparso improvvisamente dal nulla. Impossibilitati ad uscire dalla città presa ormai dal panico, un piccolo gruppo di persone cercherà di mantenere l'ordine e la pace e cercherà anche di scoprire come fuggire da quella che per loro è ormai diventata una prigione.

## Personaggi e interpreti

### Personaggi principali
- Dale "Barbie" Barbara (stagioni 1-3), interpretato da Mike Vogel e doppiato da Simone D'Andrea.
È un reduce dell'esercito statunitense che arriva nella città di Chester's Mill per compiere una misteriosa missione.
- Julia Shumway (stagioni 1-3), interpretata da Rachelle Lefèvre e doppiata da Jolanda Granato.
È una giornalista investigativa che si interessa a Barbie, è sposata ma suo marito non si riesce a trovare.
- Linda Esquivel (stagioni 1-2), interpretata da Natalie Martinez e doppiata da Gemma Donati.
È una poliziotta di Chester's Mill molto attaccata al dovere e ambiziosa.
- Angie McAlister (stagioni 1-2), interpretata da Britt Robertson e doppiata da Valentina Favazza.
È una cameriera che sogna di fuggire dalla città. Sorella di Joe.
- James "Junior" Rennie (stagioni 1-3), interpretato da Alexander Koch e doppiato da Flavio Aquilone.
È il figlio di Big Jim. Ha un'ossessione per Angie McAlister.
- Joe McAlister (stagioni 1-3), interpretato da Colin Ford e doppiato da Federico Viola.
È uno scaltro adolescente i cui genitori sono rimasti fuori del campo di forza. Fratello di Angie.
- Phil Bushey (stagioni 1-2), interpretato da Nicholas Strong e doppiato da Marco Foschi.
È un DJ radiofonico che nasconde un oscuro segreto.
- Dodee Weaver (stagione 1, guest star stagione 2), interpretata da Jolene Purdy e doppiata da Giorgia Brasini.
È un'ingegnera radiofonica che riesce a mettersi in contatto con il mondo oltre il campo di forza.
- Carolyn Hill (stagione 1, guest star stagioni 2-3), interpretata da Aisha Hinds e doppiata da Alessandra Cassioli.
È un'avvocatessa di Los Angeles che si ritrova intrappolata nella città di Chester's Mill con la moglie e la figlia adolescente.
- Howard "Duke" Perkins (stagione 1), interpretato da Jeff Fahey e doppiato da Paolo Marchese.
È il capo del dipartimento di polizia di Chester's Mill, muore a causa del suo pacemaker.
- James "Big Jim" Rennie (stagioni 1-3), interpretato da Dean Norris e doppiato da Marco Mete.
È un politico che è proprietario del negozio di auto usate di Jim Rennie, che cerca di usare a suo vantaggio il campo di forza per ottenere il controllo di Chester's Mill.
- Sam Verdreaux (stagioni 2-3), interpretato da Eddie Cahill e doppiato da Patrizio Prata.
Cognato di Big Jim, nonché ultimo medico rimasto a Chester's Mill. Sembra avere un segreto con la sorella e il loro amico Lyle, il barbiere della città.
- Elinore "Norrie" Calvert-Hill (guest star stagione 1, stagioni 2-3), interpretata da Mackenzie Lintz e doppiata da Eva Padoan.
È la figlia di Alice e Carolyn e fidanzata di Joe.
- Rebecca Pine (stagione 2), interpretata da Karla Crome e doppiata da Maria Giulia Ciucci.
Insegnante del liceo della città, sembra capire gli strani avvenimenti climatici e non che la cupola sta creando, come l'invasione delle farfalle, la pioggia rossa acida e lo strano magnetismo che la cupola ha causato durante l'esecuzione di Barbie.
- Eva Sinclair/Dawn (stagione 3), interpretata da Kylie Bunbury e doppiata da Perla Liberatori.
Antropologa inviata da Aktaion insieme a Christine Price per trovare l'uovo.

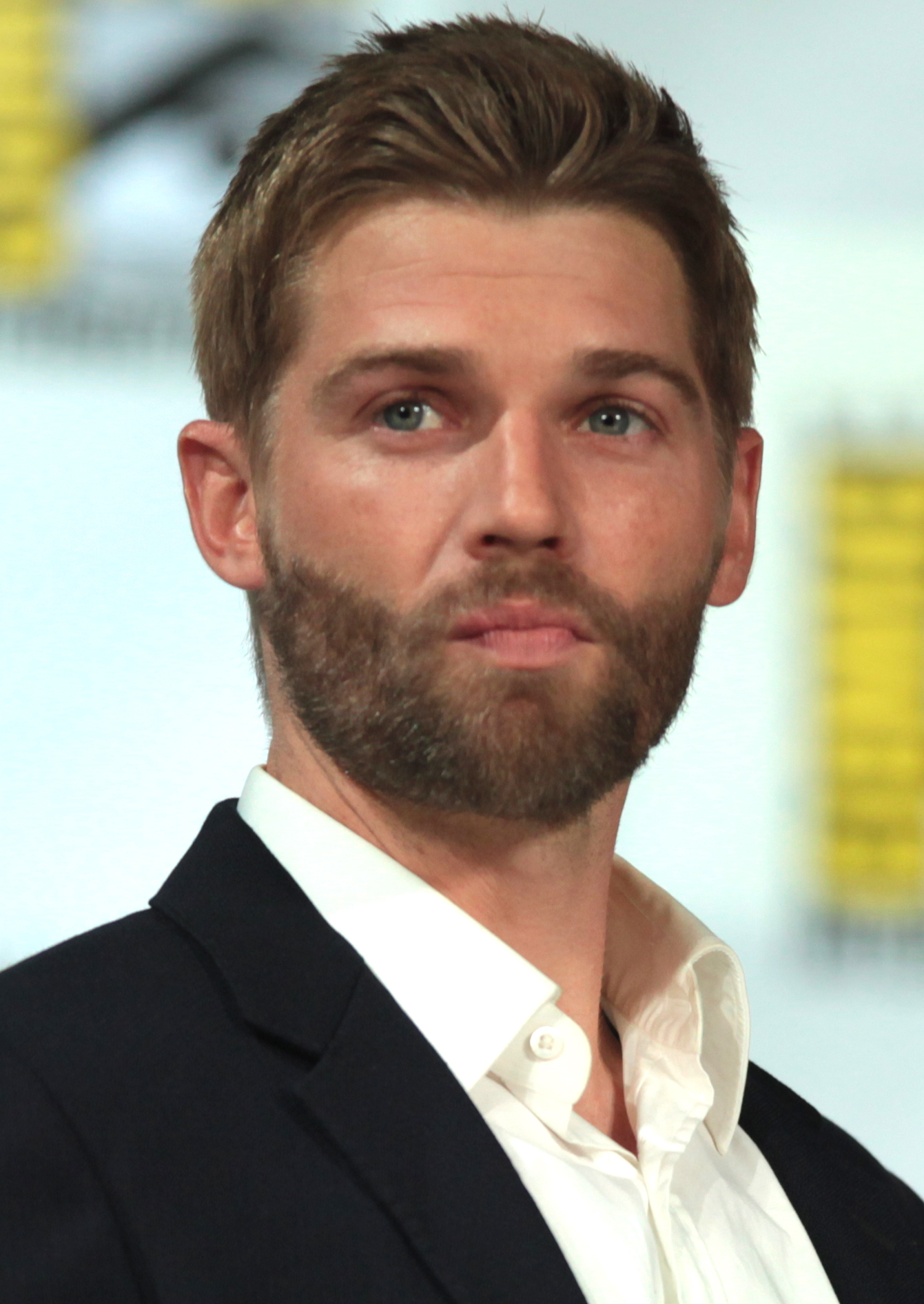
Mike Vogel interpreta Dale "Barbie" Barbara.
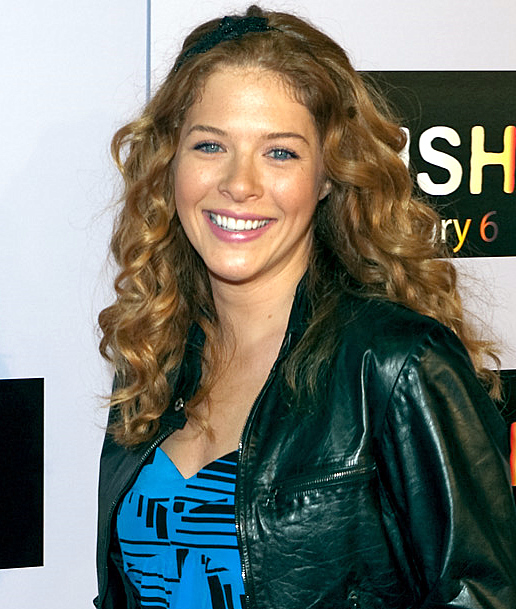
Rachelle Lefèvre interpreta Julia Shumway.
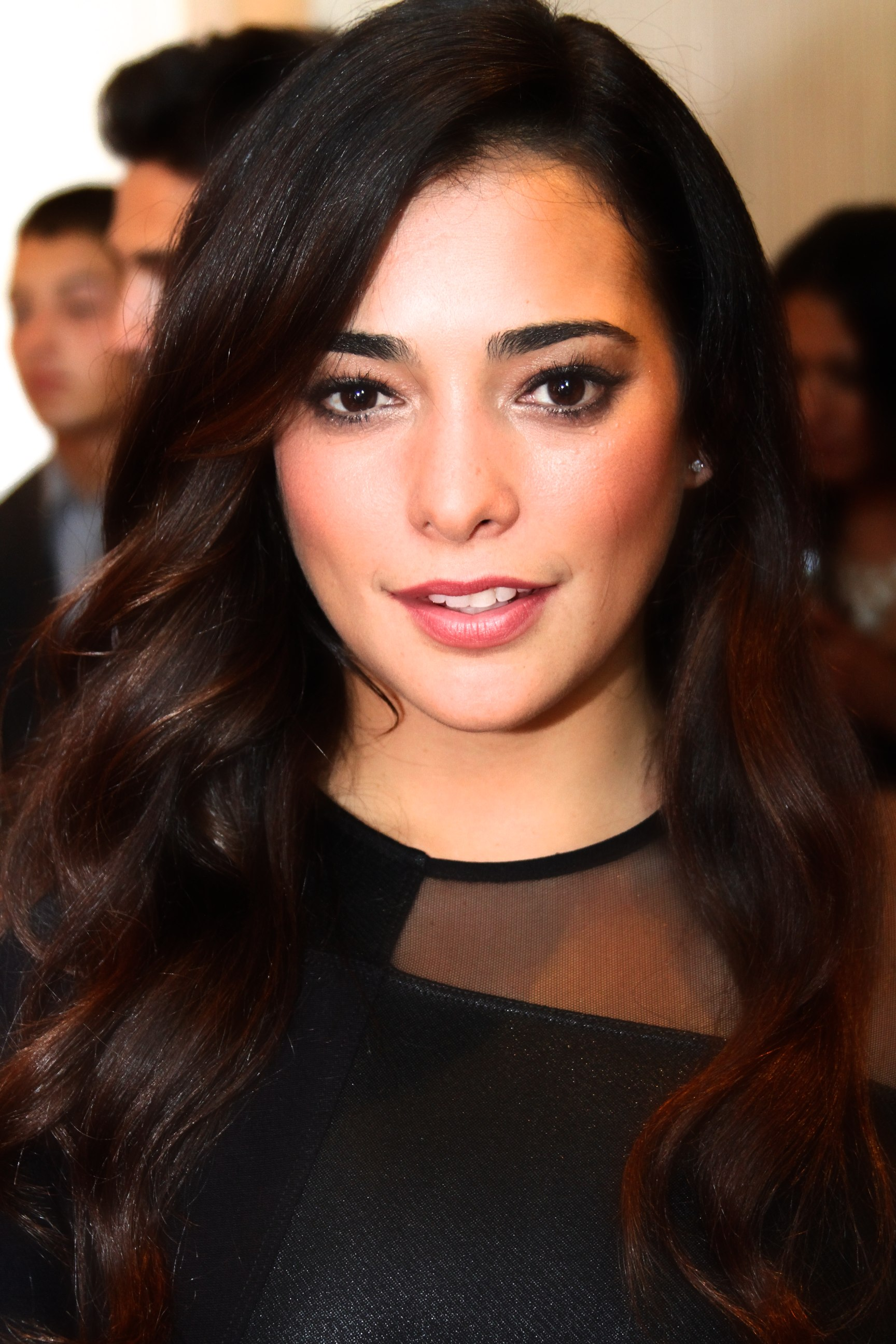
Natalie Martinez interpreta Linda Esquivel.
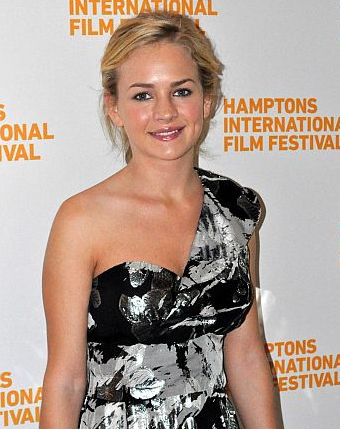
Britt Robertson interpreta Angie McAlister.
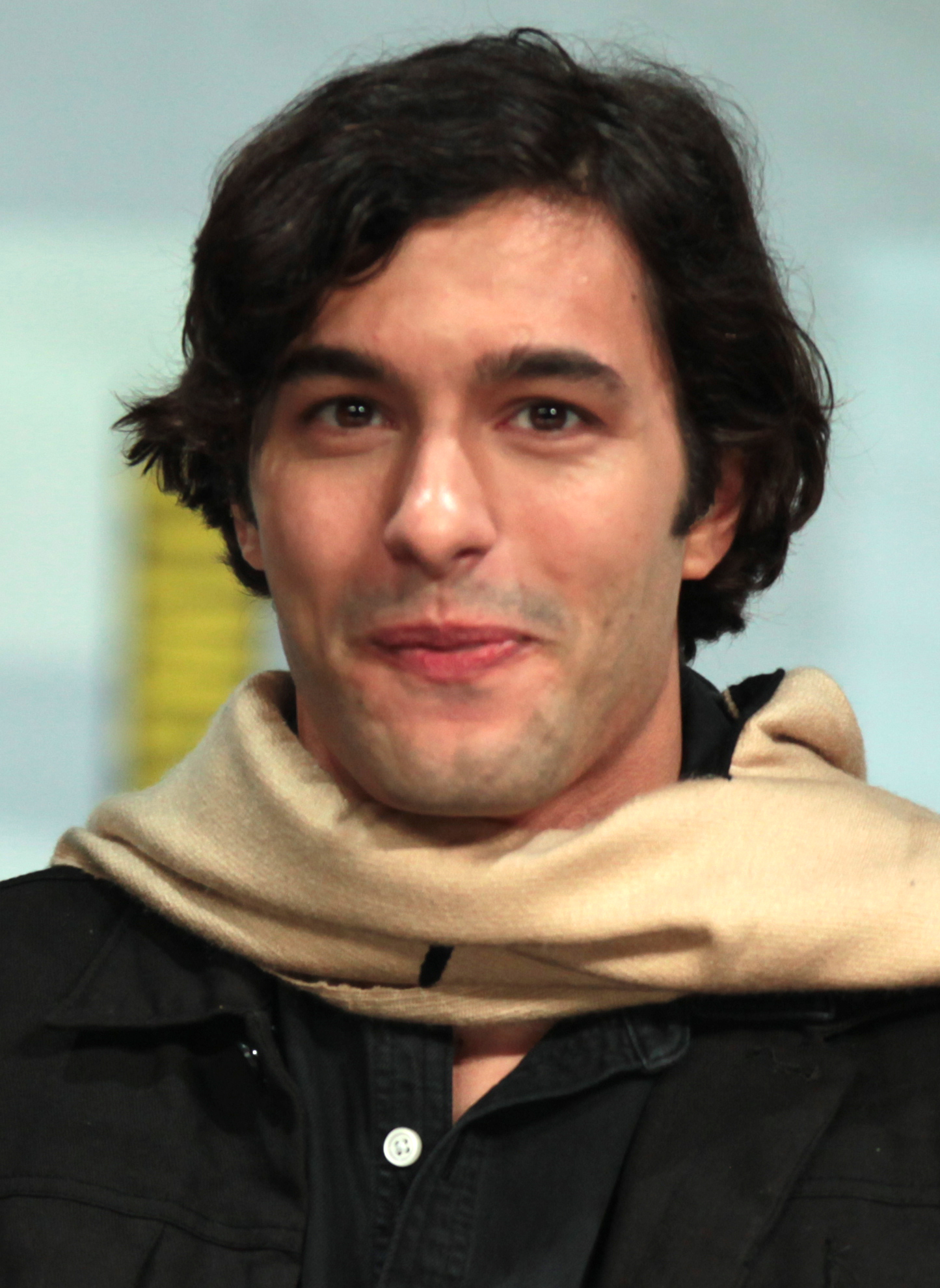
Alexander Koch interpreta James "Junior" Rennie.
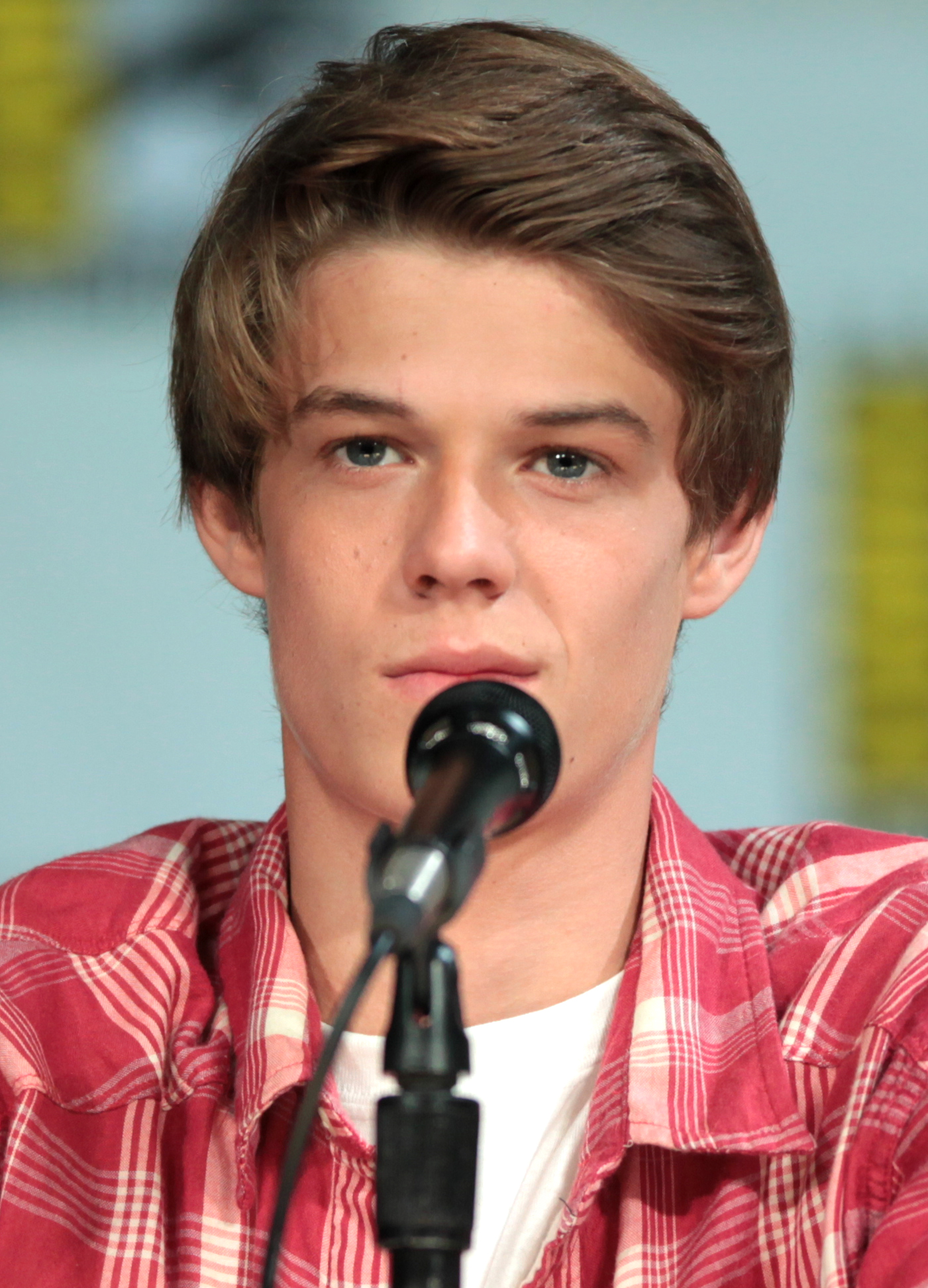
Colin Ford interpreta Joe McAlister.
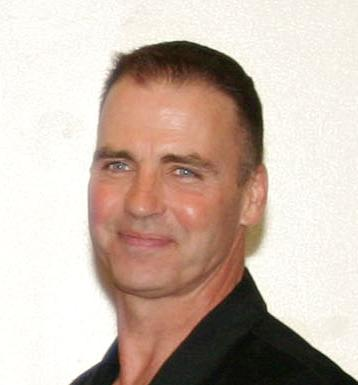
Jeff Fahey interpreta Howard "Duke" Perkins.
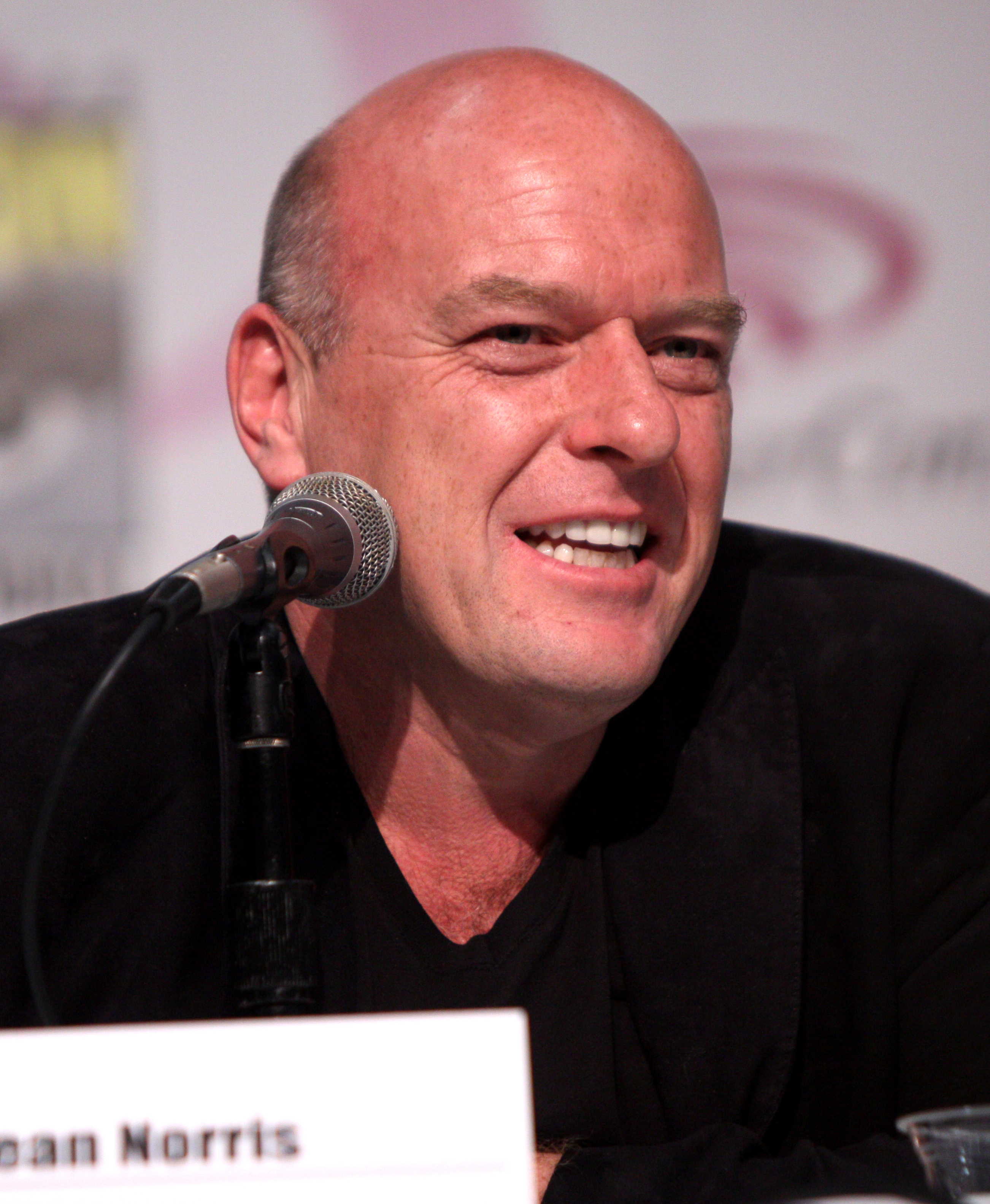
Dean Norris interpreta James "Big Jim" Rennie.
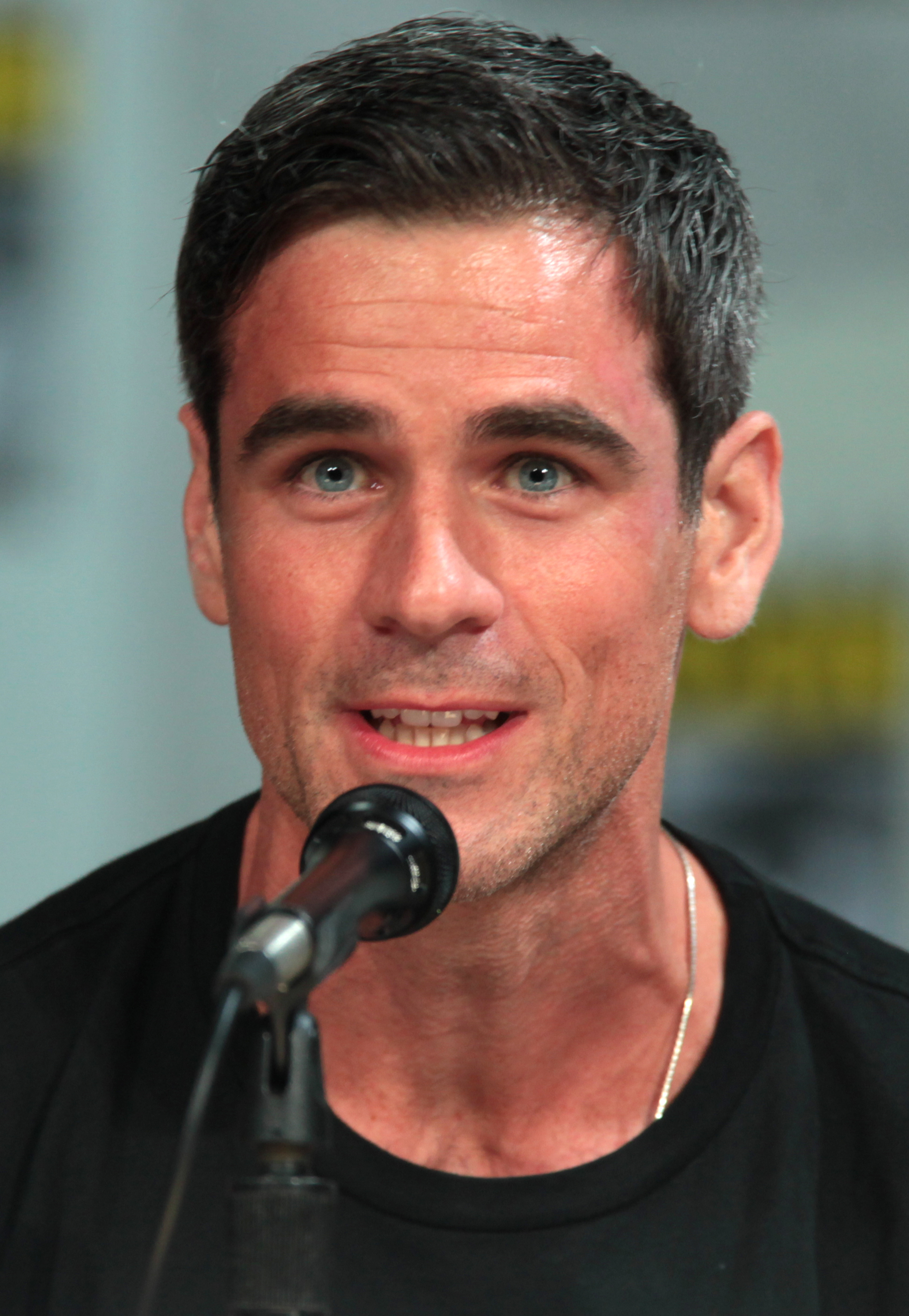
Eddie Cahill interpreta Sam Verdreaux.
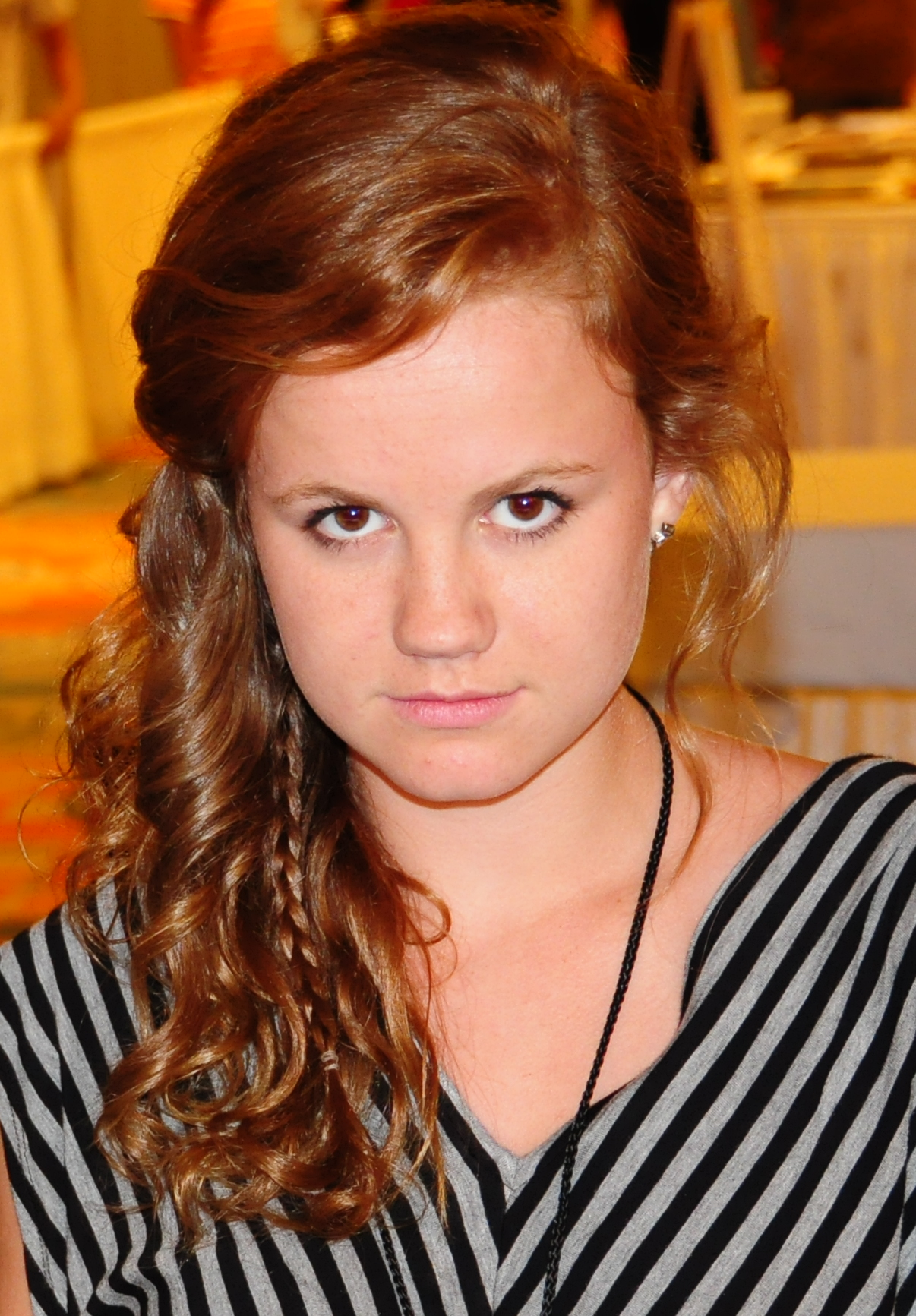
Mackenzie Lintz interpreta Elinore "Norrie" Calvert-Hill.

### Personaggi secondari
- Ben Drake (stagioni 1-3), interpretato da John Elvis, doppiato da Niccolò Guidi.
Migliore amico di Joe.
- Harriet Arnold (stagioni 1-3), interpretata da Megan Ketch, doppiata da Melissa Maccari.
Abitante di Chester's Mill, il cui marito è rimasto intrappolato all'esterno della Cupola.
- Andrea Grinell (stagioni 1-2), interpretata da Dale Raoul, doppiata da Lorenza Biella.
Abitante di Chester's Mill, indaga sui traffici di propano di Big Jim.
- Peter Shumway (stagioni 1-2), interpretato da R. Keith Harris, doppiato da Massimiliano Plinio.
Marito di Julia.
- Alice Calvert (stagione 1), interpretata da Samantha Mathis, doppiata da Rachele Paolelli.
È la moglie di Carolyn e la madre di Norrie.
- Rose Twitchell (stagione 1), interpretata da Beth Broderick, doppiata da Aurora Cancian.
È la proprietaria del locale Sweetbriar Rose.
- Reverendo Lester Coggins (stagione 1), interpretato da Ned Bellamy, doppiato da Pasquale Anselmo.
Reverendo di Chester's Mill.
- Ollie Dinsmore (stagione 1), interpretato da Leon Rippy, doppiato da Renzo Stacchi.
Contadino e rivale di Big Jim.
- Maxine Seagrave (stagione 1), interpretata da Natalie Zea, doppiata da Elisabetta Spinelli.
Partner in affari di Big Jim.
- Agatha Seagrave (stagione 1), interpretata da Mare Winningham.
Madre di Maxine.
- Hunter May (stagioni 2-3), interpretato da Max Ehrich, doppiato da Gabriele Patriarca.
Genio informatico che lavora per l'azienda Aktaion di Don Barbara. Aiuta Barbie a contattare Julia all'interno della Cupola.
- Melanie Cross (stagioni 2-3), interpretata da Grace Victoria Cox, doppiata da Tiziana Martello.
Ragazza uccisa nel 1988 da Lyle Chumley, torna in vita dal lago. Inganna diverse persone, facendo credere di aver trovato la via di fuga per uscire dalla Cupola, ma in realtà le intrappolerà in una dimensione parallela.
- Don Barbara (stagioni 2-3), interpretato da Brett Cullen, doppiato da Massimo Rossi.
Padre di Dale e Melanie, è interessato all'uovo come fonte energetica.
- Pauline Verdreaux-Rennie (stagione 2), interpretata da Sherry Stringfield, doppiata da Beatrice Margiotti.
Moglie di Big Jim, madre di Junior e sorella di Sam. Ritenuta morta, è in realtà fuggita prima dell'avvento della Cupola.
- Lyle Chumley (stagione 2), interpretato da Dwight Yoakam, doppiato da Edoardo Siravo.
Amico d'infanzia di Pauline e Sam e responsabile della morte di Melanie.
- Christine Price (stagione 3), interpretata da Marg Helgenberger.
Antropologa inviata a Chester's Mill da Aktaion per trovare l'uovo. Quando la donna lo tocca, esso la trasforma in un leader alieno determinato a creare una "Famiglia" composta dagli abitanti superstiti di Chester's Mill.
- Hektor Martin (stagione 3), interpretato da Eriq La Salle.
CEO di Aktaion.
- Abby DeWitt (stagione 3), interpretata da Bess Rous.
Abitante di Chester's Mill con problemi di alcolismo.
- Pete Blackwell (stagione 3), interpretato da Andrew J. West.
Operaio edile di Chester's Mill.
- Dottor Marston (stagione 3), interpretato da Frank Whaley.
Ricercatore di Aktaion.
- Lily Walters (stagione 3), interpretata da Gia Mantegna.
Impiegata di Aktaion e sostituta di Hunter May dal momento della sua scomparsa.
- Patrick Walters (stagione 3), interpretato da Paul McCrane.
Scienziato di Aktaion e padre di Lily.

### Camei
Stephen King compare negli episodi della seconda stagione Sacrificio (dove interpreta, per pochi secondi, uno dei clienti della tavola calda di Chester's Mill) e Tornando a casa.

## Episodi
La prima stagione è andata in onda in prima visione assoluta su CBS dal 24 giugno al 16 settembre 2013, la seconda dal 30 giugno al 22 settembre 2014, la terza e ultima dal 25 giugno al 10 settembre 2015.
In Italia, la prima stagione è andata in onda in prima visione assoluta su Rai 2 e Rai HD dal 14 luglio al 9 ottobre 2013, la seconda dal 16 luglio al 10 ottobre 2014, la terza e ultima dal 16 luglio al 22 settembre 2015.
| Stagione         | Episodi | Prima TV originale | Prima TV Italia |
| ---------------- | ------- | ------------------ | --------------- |
| Prima stagione   | 13      | 2013               | 2013            |
| Seconda stagione | 13      | 2014               | 2014            |
| Terza stagione   | 13      | 2015               | 2015            |

## Produzione
L'idea di sviluppare una serie televisiva tratta dal romanzo The Dome era tra i progetti di Steven Spielberg e di Stephen King già nel novembre del 2009, quando la DreamWorks Television annunciò di aver acquistato i diritti del romanzo e che Spielberg sarebbe stato uno dei produttori esecutivi della serie. Il progetto rimase accantonato per quasi due anni, finché il 30 agosto 2011 il canale via cavo Showtime annunciò di aver acquistato i diritti della serie. Il successivo 7 novembre il fumettista e sceneggiatore Brian K. Vaughan venne ingaggiato per adattare il romanzo di King.
Nei mesi successivi, lo sviluppo della serie subì alcune modifiche: il presidente di Showtime David Nevins, dopo aver visionato attentamente il progetto ed essere arrivato alla conclusione che non era adatto per la sua rete, propose alla sua collega della CBS Nina Tassler di assumersi il progetto. Subito interessata, la rete affidò il ruolo di showrunner a Neal Baer e ingaggiò il regista Niels Arden Oplev per dirigere l'episodio pilota della serie. Il 29 novembre 2012 CBS decise quindi di ordinare la creazione di una prima stagione composta da tredici episodi, da mandare in onda nell'estate del 2013.
L'11 febbraio 2013 CBS e Amazon.com stipularono un accordo per la trasmissione in streaming della serie: gli episodi vengono trasmessi tramite il servizio Amazon Prime Instant Video quattro giorni dopo la messa in onda della première televisiva.
Grazie ai buoni ascolti ottenuti dai primi episodi, il 29 luglio 2013 CBS decise di rinnovare la serie per una seconda stagione composta da tredici episodi, che sono andati in onda a partire dal 30 giugno 2014.
Il 9 ottobre 2014 la serie è stata rinnovata per una terza stagione, trasmessa dal 25 giugno 2015. Il 31 agosto 2015 è stato confermato che la terza sarebbe stata anche l'ultima stagione prodotta.

### Casting
Il casting della serie iniziò nel mese di gennaio del 2013. Il primo attore a essere scritturato nel cast principale fu Colin Ford, che il 14 gennaio venne scelto per interpretare il ruolo di Joe. Sempre nello stesso mese vennero ingaggiati anche gli attori Natalie Martinez, Alex Koch, Britt Robertson, Jolene Purdy e Nicholas Strong, rispettivamente nei ruoli di Linda, Junior Rennie, Angie McAlister, Dodee e Phil. Nel mese di febbraio vennero aggiunti al cast anche gli attori Aisha Hinds, Mike Vogel, Dean Norris e Rachelle Lefèvre rispettivamente nei ruoli di Carolyn Hill, Dale "Barbie" Barbara, James "Big Jim" Rennie e Julia.